# 新郷村立野沢中学校
新郷村立野沢中学校（しんごうそんりつのさわちゅうがっこう）は、青森県三戸郡新郷村大字西越にあった公立中学校。

## 概要
新郷村南東部西越地区の山間部にあって、2019年（令和元年）5月1日現在の全校生徒数が16人の小規模校。
2021年（令和3年）3月末をもって新郷中学校と統合し、閉校となった。なお、統合後の新郷中学校は旧野沢中学校へ移転し、校舎は引き続き使用される。

## 教育目標
- 自ら学び創造力のある生徒
- 礼儀正しく心豊かな生徒
- 身体を鍛え頑張り抜く生徒

## 沿革
- 1947年（昭和22年）
  - 4月1日 - 西越小学校校舎に併設の形で、本校発足。手倉橋分校も設置。
  - 4月22日 - 開校式挙行。
- 1949年（昭和24年）12月1日 - 西越小学校の上手に、独立校舎完成し、移転。
- 1951年（昭和26年）4月1日 - 手倉橋分校が独立昇格し、野沢村立手倉橋中学校となる。
- 1953年（昭和28年）3月18日 - 校歌制定。
- 1955年（昭和30年）7月29日 - 町村合併により、新郷村立野沢中学校と改称。
- 1956年（昭和31年）12月3日 - 2教室増築。
- 1964年（昭和39年）1月8日 - 西越字佐野平21番地（現在地）に新校舎移転。
- 1966年（昭和41年）11月30日 - 体育館落成。
- 1969年（昭和44年）9月1日 - 野沢郷土資料館開設。
- 2020年（令和2年）
  - 5月16日 - 西越小学校との最後の合同運動会開催[4]。
  - 11月7日 - 西越小学校体育館にて、閉校式挙行[5]。
- 2021年（令和3年）3月31日 - 新郷中学校に統合され、閉校[6]。

## アクセス
- 新郷村役場より車で南東へ約10分

## 参考資料
- 『青森県教育史 別巻』（青森県教育委員会・1973年12月20日発行）「学校沿革 中学校」944頁「野沢中学校」